# Macromitrium brevissimum
Macromitrium brevissimum är en bladmossart som beskrevs av Hugh Neville Dixon 1932. Macromitrium brevissimum ingår i släktet Macromitrium och familjen Orthotrichaceae. Inga underarter finns listade i Catalogue of Life.